# عیسی بن یزید الجلودی
عیسی بن یزید الجلودی (عربی: عيسى بن يزيد الجلودي) فرمانروای مصر و حاکم یمن در دوران خلافت عباسی بود.